# 尼尔斯·科斯坦耶
尼尔斯·科斯坦耶（荷蘭語：Nyls Korstanje，1999年2月5日—）生于弗里斯兰省斯内克，是一名荷兰男子游泳运动员，主攻自由泳和蝶泳。他童年有一段时间因父亲工作的关系在美国波士顿度过，他也是在那里开始练习游泳，他的弟弟Tim也同样练习游泳，两人也有一定的竞争。2018年，他进入北卡罗来纳州立大学，并开始代表该校校队参加美国校际比赛。